# Черветери
Червѐтери (на италиански: Cerveteri) е град и община в италианската провинция Рим в регион Лацио, Централна Италия.
Черветери има около 35 000 жители (2008) и се намира на около 40 km северозападно от Рим в Campagna Romana на аутобана от Остия за Чивитавекия.
Черветери е създаден от етруските и се казва в древността Chaire, Cheri, Cisra, или вероятно Caisria. През 353 г. пр н.е. е завоюван от римляните и е преименуван на Цере (или Кере) (Caere). Заселен е от времето на културата „Виланова“. Гърците наричат града Agylla. Цере е един от най-важните градове на етруските, търговска метрополия на Тиренско море с три пристанища и член на Съюза на дванадесетте града с тесни връзки с Гърция.
Възходът на града е през 7 и 6 век пр.н.е., през ранния 5 век пр.н.е. започва икономически и културен упадък.